# Dysodia binoculata
Dysodia binoculata är en fjärilsart som beskrevs av W. Warren 1901. Dysodia binoculata ingår i släktet Dysodia och familjen Thyrididae. Inga underarter finns listade i Catalogue of Life.